# エンドセラス
エンドセラス(Endoceras)は、オルドビス紀中期からシルル紀にかけ生息していた頭足類の属。書籍においては「チョッカクガイ」と呼ばれることがあるが、チョッカクガイ（直角石目）よりも初期に分岐したグループに含まれる。学名は「内側の角」を意味する。1847年に命名され、記述されたいくつかの種はカメロケラス属として再記載される場合もある。史上最大級の種を含む属であり、いくつかの書籍においてカメロケラスと混同されることがある。主に北アメリカとヨーロッパに分布していた。

## 形態

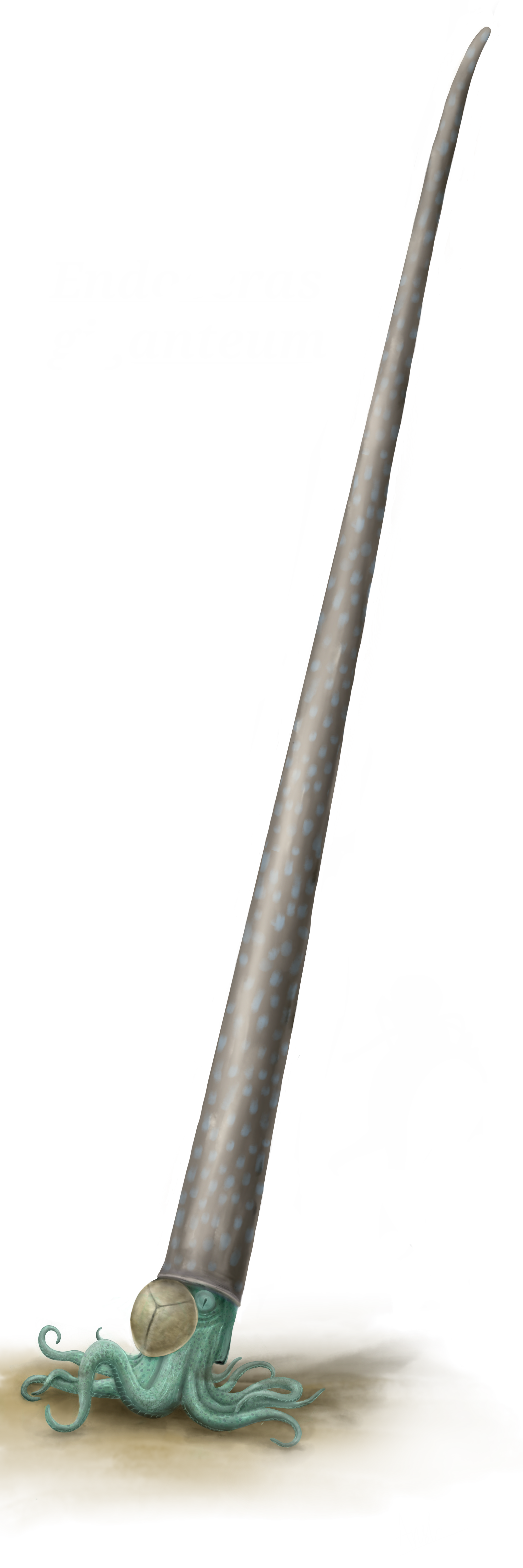
復元図

非常に大型の頭足類であり、最大種であるE. giganteumの殻の全長は573.3cmにも達すると推測されている。また、不確実ではあるものの、すでに破壊された標本の中には殻の推定全長が9.14mになると推測されるものもあった。完全に成熟した個体の横断面は横に広いが、若い個体では幅は狭まっている。凹状の節からなる連室細管（血液が通る体管）は大きく、腹側に近接していた。オウムガイ類の殻の内側は壁で仕切られた部屋が連なっており、その部屋の中心を連室細管が貫く構造になってるが、エンドセラスは他のオウムガイ類と違い、体管が貫く構造になっていないのが特徴である。
殻の末端部分の構造は単純で、細い管が貫通している。

## 生態
エンドセラスなどのエンドセラス類は、捕食者であったと考えられている。1985年には、エンドセラス類の口器により損傷したと推測される三葉虫の化石が記載されている。